# Cacajao rubicundus
Cacajao rubicundus és una espècie de primat de la família dels pitècids. És oriünd de l'oest de l'Amazones brasiler, a l'estat d'Amazones, en tres regions molt petites i separades entre si. La primera, la localitat tipus, és un bosc inundat situat entre l'Amazones i el canal natural de Jacurapá. La segona es troba a la riba esquerra del riu Jutaí, un afluent pel sud de l'Amazones. Finalment, la tercera segueix el canal natural d'Auati-Paraná, que connecta el riu Japurá amb l'Amazones. Viu en grups grans i es nodreix principalment de fruits de closca dura.

## Morfologia

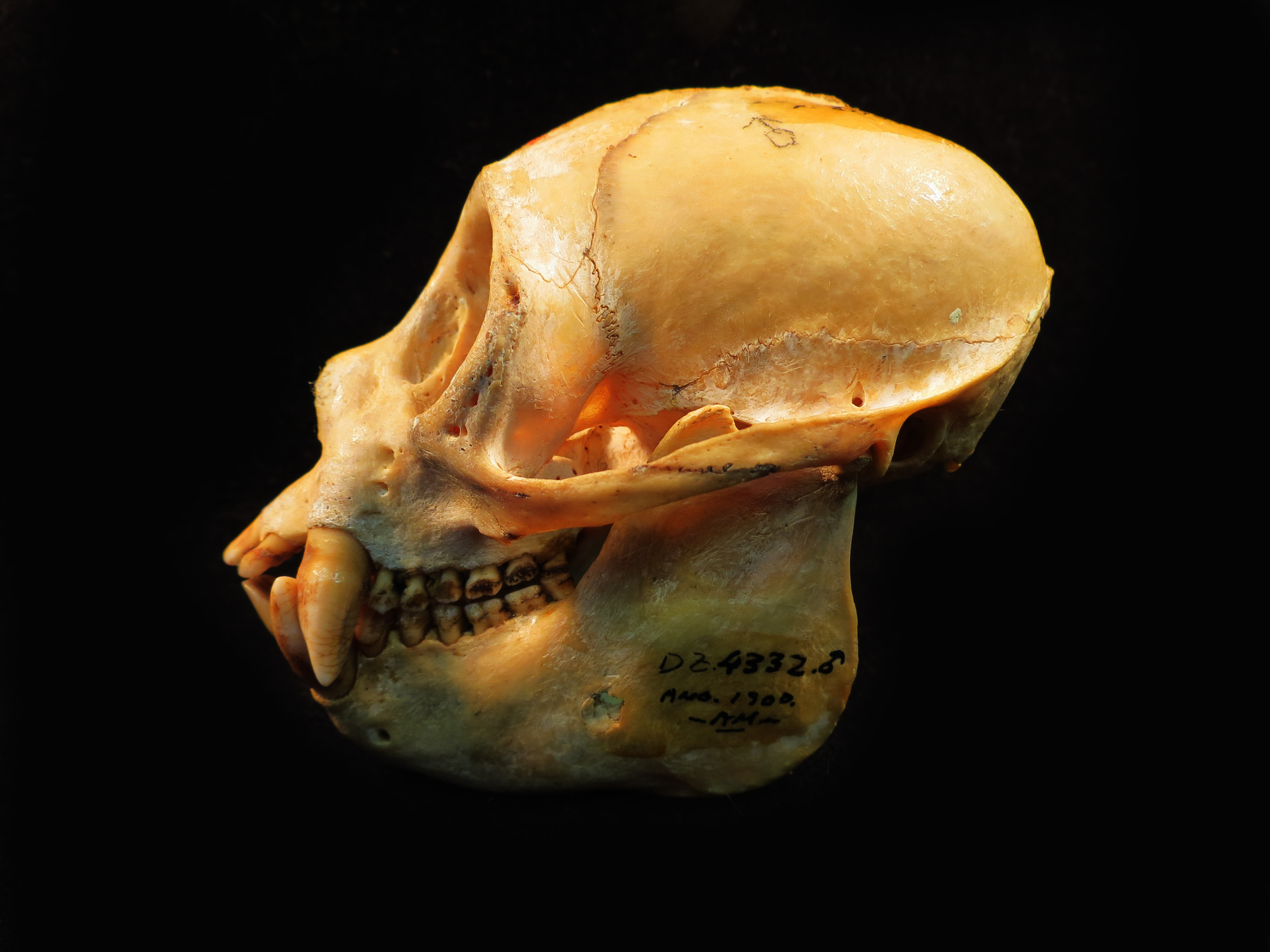
Crani de C. rubicundus

Igual que els seus parents més propers, C. rubicundus es pot identificar pel cap vermell i calb, el pelatge llarg i grenyut i la cua relativament curta i peluda. El pelatge de l'esquena i les vores exteriors de les cames és rogenc o rogenc a castany. El clatell i les espatlles són de color taronja o blanquinós. La coloració varia una mica d'una regió a l'altra.
Als boscos inundats de Jacurapá, té el clatell blanc, que en alguns individus es converteix gradualment en taronja a mesura a mesura que s'acosta al pelatge taronja rogenc de l'esquena. Al riu Jutaí, els individus són més aviat de color castany rogenc. Finalment, els mascles de l'Auatí-Paraná tenen els flancs de color castany rogenc i l'esquena, el clatell i la part superior de la cua de color vermell pàl·lid o una mica blanc.

## Sistemàtica
C. rubicundus fou descrit pel zoòleg francès Isidore Geoffroy Saint-Hilaire el 1848. Els espècimens tipus, dos mascles i una femella, foren recollits pel taxidermista francès Émile Deville en una expedició a Sud-amèrica. Durant molt de temps fou considerat una subespècie de C. calvus. El 2022, un estudi que descrigué l'espècie C. amuna també elevà diverses subespècies del uacari calb a la categoria d'espècie, incloent-hi C. rubicundus. Tanmateix, els representants d'aquest grup tenen una relació molt propera i només han divergit en els últims 300.000 anys, a causa de la formació dels actuals sistemes de rius i illes fluvials.

## Amenaces
C. rubicundus no és objecte de caça, ni tampoc està amenaçat per una desforestació intensiva. Bona part de la seva distribució està protegida. Així doncs, la UICN el classifica com a tàxon en risc mínim.